# Kummersdorf-Alexanderdorf

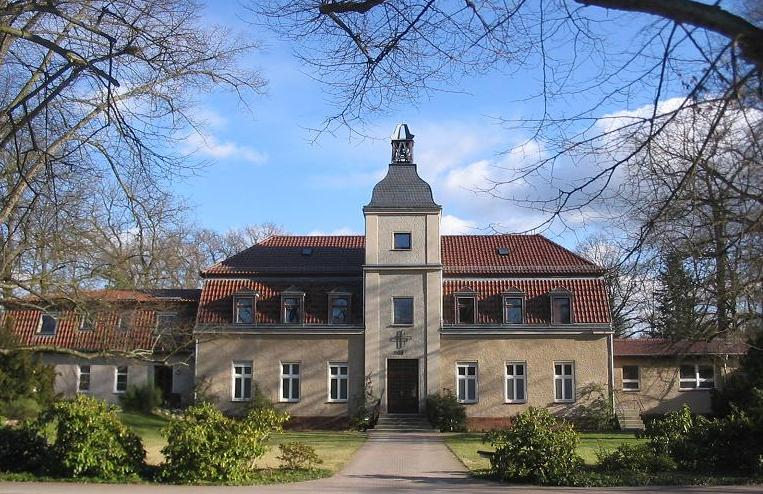
Benediktinerinnenkloster Alexanderdorf, das frühere Vorwerk Kummersdorf

Kummersdorf-Alexanderdorf ist ein Ortsteil der amtsfreien Gemeinde Am Mellensee im Landkreis Teltow-Fläming (Brandenburg). Bis zum 2002 erfolgten Zusammenschluss mit fünf anderen benachbarten Gemeinden zur Großgemeinde Am Mellensee war Kummersdorf-Alexanderdorf eine selbstständige Gemeinde innerhalb des damaligen Amtes Am Mellensee. Kummersdorf-Alexanderdorf war 1974 durch den Zusammenschluss der Gemeinden Kummersdorf und Alexanderdorf entstanden.

## Geschichte
Kummersdorf und Alexanderdorf sind (bzw. waren) neuzeitliche Dörfer, die möglicherweise auf der Gemarkung einer mittelalterlichen Vorgängersiedlung entstanden sind. Das Gebiet gehörte zur früheren Herrschaft Zossen und wurde von der Familie derer von Torgau regiert. Nach dem Aussterben des Geschlechts im Jahr 1478 erwarb der Kurfürst Johann Cicero für 16.000 Gulden die Herrschaft und überführte sie 1491 in das Amt Zossen. Es gibt keinerlei Urkunden, die die Existenz eines möglicherweise wüst gewordenen mittelalterlichen Dorfes belegen. Gerhard Schlimpert führt jedoch aus, dass in der Ortslage blaugraue deutsche Keramikreste des 13. Jahrhunderts gefunden wurden. Das 1573 „neu erbaute Dorf“ Kummersdorf hatte seiner Meinung nach „zweifelsfrei“ eine mittelalterliche Vorgängersiedlung.

### Alexanderdorf

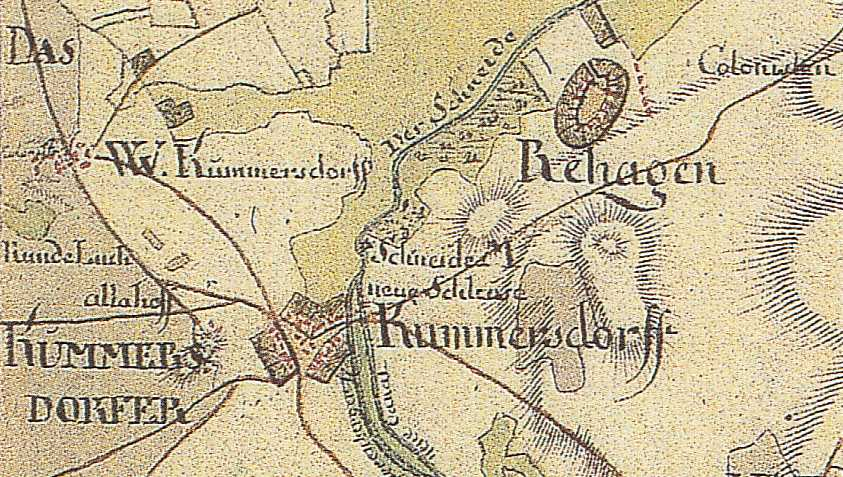
Kummersdorf und das Vorwerk Kummersdorf, das spätere Alexanderdorf auf der Schmettau’schen Karte von 1767–1787

1572 wurde das neue Vorwerk zu Kummersdorf eingerichtet. Dazu gehörten 104 Morgen neu gerodeter Acker sowie zwei neu gerodete Wiesen zu sieben Morgen und zwölf Morgen. Zum Vorwerk geschlagen worden war auch die Schäferei zu Sperenberg. Anscheinend war auch eine Brett- oder Sägemühle neu eingerichtet worden. Am 21. Januar 1756 und damit zu Zeiten Friedrichs des Großen erhielt der Amtmann Gerresheim als Pächter des Amtes Zossen die Anweisung, in der Nähe des Vorwerks vier Kolonistenhäuser zu errichten („Kolonie Kummersdorf“), die mit „ausländischen“ Familien aus Sachsen besetzt wurden. Ursprünglich sollte das Amt in der Nähe zweier bereits vorhandener Tagelöhnerhäuser zwei neue Doppelhäuser errichten. Durch den Ausbruch des Siebenjährigen Krieges verzögerte sich jedoch der Bau und wurde erst im März 1772 fertiggestellt. Das Vorwerk war bis 1811 Amtsvorwerk bzw. Domänenvorwerk, als es wegen der Finanznot des preußischen Staates infolge der Napoleonischen Kriege in Erbpacht verkauft wurde. 1814 war es im Besitz des Hauptmanns Alexander von Ruville, der den Antrag auf Umbenennung in Friedrichshof stellte, da das Vorwerk oft mit der Kolonie Kummersdorf verwechselt werde. Dem Antrag wurde nicht entsprochen, da es in der weiteren Umgebung bereits mehrere Güter mit Namen Friedrichshof gab, sondern stattdessen auf Alexanderhof abgeändert. 1834 bis 1844 entstanden auf Gutsland weitere acht Kolonistenhäuser. 1844 kaufte Otto Koerner das Gut um 47000 Taler. Unter Einziehung von Grund und Boden von benachbarten Gemeinden wurde ein neuer Gemeindebezirk „Kolonie Kummersdorf“ geschaffen. Mit Wirkung vom 25. Juli 1875 wurde der Gutsbezirk „Alexanderhof“ und der Gemeindebezirk „Kolonie Kummersdorf“ zu einer Gemeinde vereinigt, die den Namen Alexanderdorf bekam. In den folgenden Jahrzehnten wechselten die Besitzer mehrfach, bis 1907 das Gut an den Friedrich August Leopold Carl Graf von Schwerin aus dem benachbarten Märkisch Wilmersdorf ging. Er ließ ein Gutshaus errichten, das im 21. Jahrhundert als Haupthaus des Klosters dient. Dem Grafen, der ab 1902 Präsident der Deutschen Dendrologischen Gesellschaft wurde, setzte jedoch die Inflation schwer zu. Hinzu kam, dass seine beiden Söhne kurz hintereinander verstarben.  1933 erwarben Benediktinerinnen aus Berlin das heruntergewirtschaftete Gut vom Grafen von Schwerin. In den Gebäuden des ehemaligen Vorwerks entstand 1934 das Benediktinerinnen-Kloster Alexanderdorf. Die Nonnen sanierten nach und nach die Gebäude und errichteten Wohn- und Gästehäuser sowie eine Hostienbäckerei. Die selbstständige Geschichte von Alexanderdorf endete 1974 mit dem Zusammenschluss mit Kummersdorf zur neuen Gemeinde Kummersdorf-Alexanderdorf. Zwischen 1979 und 1984 bauten die Benediktinerinnen eine Scheune des Gutes zu einer Klosterkirche um. Kummersdorf-Alexanderdorf wurde 2002 ein Ortsteil der neuen (Groß-)Gemeinde Am Mellensee.

### Bevölkerungsentwicklung in Alexanderdorf
| Jahr      | 1895 | 1925 | 1939 | 1946 | 1964 | 1971 |
| Einwohner | 120  | 105  | 154  | 223  | 206  | 186  |

### Kummersdorf

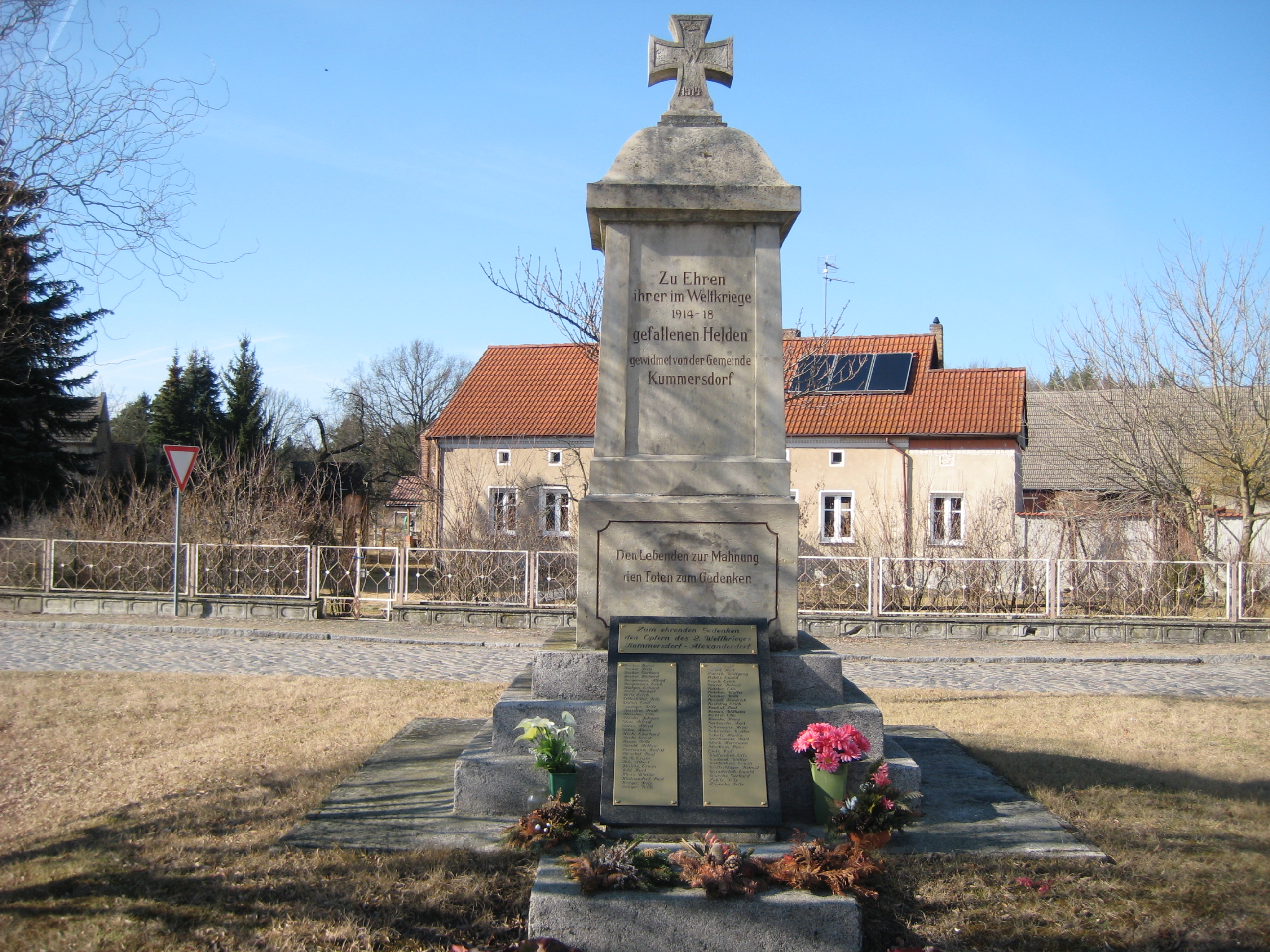
Gefallenendenkmal in Kummersdorf

1573 war in einiger Entfernung zum neuen Vorwerk Kummersdorf, aus dem später durch die Zusammenlegung von Alexanderhof und Kolonie Kummersdorf Alexanderdorf entstanden war, das neue Dorf Kummersdorf „aufgerichtet“ worden. Die Herkunft des Namens ist unklar. Schlimpert hält sowohl einen ausschließlich deutschen Ortsnamen als auch einen slawisch-deutschen Mischnamen für möglich. Im ersteren Fall wäre an eine metaphorische Bildung aus deutsch „Kummer“ zu denken, falls Kummersdorf tatsächlich eine Neugründung von 1573 wäre. Im zweiten Fall käme auch ein slawischer Personenname Komor, Komar (= Mücke) in Frage. Eine andere Möglichkeit wäre die Umdeutung eines slawischen Ortsnamen Komorov = Ort, wo es Mücken gibt. Nur zehn Kilometer entfernt liegt Mückendorf (heute Ortsteil der Stadt Baruth/Mark). Die erste urkundliche Erwähnung stammt als Cümmersdorf aus dem Jahr 1583 und fand sich im Erbregister des Amtes Zossen.
Ansässig im neuen Dorf waren ein Schulze mit vier Morgen und 30 Quadratruten Acker, ein Lehnmüller mit vier Morgen und 46 Quadratruten altem und 14 Morgen und 80 Quadratruten neuem Acker sowie 22 Kossäten. Erwähnt wird weiter auch eine Hammerhütte. Es bestand 1572 aus 104 Morgen 90 Quadratruten neugerodetem Acker mit einer Reserve von weiteren 100 Morgen, die noch gerodet werden konnten. Hinzu kamen zwei neue Wiesen, die 1573 gerodet wurden und 7 Morgen 60 Quadratruten bzw. 12 Morgen und 110 Quadratruten groß waren. Auch hier gab es eine weitere Ausbaureserve. Zum Vorwerk wurde eine Schäferei sowie eine kurfürstliche Brett- oder Sägemühle errichtet. 1652 lebten im Ort noch acht Kötter sowie der Schulze.
1655 hatte das Amtsvorwerk Wiesen zu „191 Fuder Heu.“ Die Schäferei war groß genug für die Haltung von 1200 Schafen. Im Dorf wohnten der Setzschulze, ein Lehnmann und 15 Kossäten. Außerdem gab es eine Amtsschneidemühle im Ort.  1745 wurde der Ort als wüste Feldmark bezeichnet, der „frei von allen Kreisabgaben“ war. Es gab einen Lehnbauern, sieben Kötter, sieben Halbkötter, zwei Viertelkötter sowie ein Forsthaus. Der Unterförster übte gleichzeitig die Arbeit des Kötters aus. Außerhalb des Dorfes bestand die Schäferei bestehen aus einem Familienhaus. Die Schneidemühle war mittlerweile nicht mehr funktionstüchtig. 1755 hatte der Oberamtsmann Gerresheim den Bauernhof des Schulzen erworben. Es gab fünf Ganzbauern, darunter den Schulzen, sieben Halbkötter, zwei Viertelkötter sowie einen Krug, der auf einer wüst gefallenen Kötterstelle neu errichtet worden war. Die Schneidemühle war mittlerweile neu errichtet worden. Es gab einen Schulmeister, einen Förster und einen Hirten, daneben fünf Paar und fünf einzelne Einlieger sowie sechs Büdner. Drei Kötterhöfe waren nach wie vor nicht besetzt. Einzelne Gewerke waren im Ort, darunter ein Schneider, ein Stellmacher, ein Zimmermann und ein Garnweber.
1801 wird erstmals ein Krug erwähnt. Es gab 14 Ganzkötter, 18 Büdner, zehn Einlieger, einen Kreisgärtner, eine Wassermahl- und Schneidemühle, einen königlichen Landjäger sowie 49 Feuerstellen (=Haushalte). Im Jahr 1840 gab es im Dorf mit Vorwerk 42 Wohnhäuser. Hinzu kam die Kolonie mit sechs Wohnhäusern. Im Dorf lebten 14 Hofeigentümer, die zwölf Knechte und Mägde beschäftigten. Es gab 13 nebengewerbliche Landwirte, 52 Arbeiter und einen Bedienten. Von den 27 Besitzungen waren zwei zusammen 247 Morgen groß. 15 weitere kamen zusammen auf 286 Morgen Fläche, zehn weitere auf 23 Morgen. Im Ort arbeiteten ein Schneidermeister mit Geselle, zwei Tischlermeister und ein Geselle, ein Stellmachermeister, ein Böttchermeister, drei Maurergesellen, ein Grobschmiedemeister, zwei Händler, drei Krämer, zwei Beamte. Es gab einen Krug und sechs Arme. In der Kolonie gab es 12 Landwirte mit drei Knechten und Mägden. Die 12 Besitzungen waren zusammen lediglich 23 Morgen groß. Weiterhin gab es auf der Gemarkung den Königlich Zossener Forst mit den Forstdienstetablissements Lüdersdorfer Damm, Adlershorst, Fernneuendorf, Rauhbusch, Sperenberg und Zossen. Die Besitzung war 25.495 Morgen groß. 1860 war der Bestand auf zwei öffentliche, 53 Wohn- und 73 Wirtschaftsgebäude im Dorf und sechs Wohn- und Wirtschaftsgebäude in der Kolonie angewachsen. Hinzu kam die Oberförsterei Kummersdorf mit zwei Wohn- und drei Wirtschaftsgebäuden. Im Jahr 1900 gab es im Dorf 86 Häuser, in der Försterei acht. Der Bestand wuchs auf 99 Wohnhäuser im Jahr 1931 an. Nach dem Zweiten Weltkrieg wurden 111 Hektar enteignet (davon 84 Hektar Forst). 101 wurden aufgeteilt. 18 Bauern erhielten zusammen gerade einmal ein Hektar, ein Betrieb zehn Hektar und 18 Altbauern 90 Hektar zusätzliche Fläche. 1960 gründete sich eine LPG Typ I, die 1961 bereits 85 Mitglieder und 359 Hektar Fläche bewirtschaftete. 1973 bestanden im Ort ein VEB Kombinat Getreidewirtschaft Potsdam mit dem Betriebsteil Mühle Kummersdorf, die LPG sowie die Oberförsterei Kummersdorf.

### Bevölkerungsentwicklung in Kummersdorf
| Jahr      | 1895 | 1925 | 1939 | 1946 | 1964 | 1971 |
| Einwohner | 271  | 255  | 1477 | 1031 | 620  | 586  |

## Sehenswürdigkeiten
Auf den Gemarkungen von Alexanderdorf und Kummersdorf sind zahlreiche Bodendenkmale ausgewiesen.

### Bodendenkmale
Gemarkung Alexanderdorf
- Alexanderdorf: Dorfkern Neuzeit
- Alexanderdorf: Rast- und Werkplatz Steinzeit, Hort, Bronzezeit
- Alexanderdorf: Rast- und Werkplatz Steinzeit
- Alexanderdorf, Gadsdorf: Rast- und Werkplatz Steinzeit
- Alexanderdorf, Kummersdorf: Einzelfund Steinzeit, Siedlung Bronzezeit
- Alexanderdorf, Schöneweide: Rast- und Werkplatz Steinzeit

Gemarkung Kummersdorf
- Kummersdorf, Dorfkern Mittelalter, Dorfkern Neuzeit, Einzelfund Ur- und Frühgeschichte
- Kummersdorf: Siedlung Bronzezeit, Rast- und Werkplatz Steinzeit
- Kummersdorf, Weg deutsches Mittelalter, Rast- und Werkplatz Steinzeit, Acker deutsches Mittelalter
- Kummersdorf, Rast- und Werkplatz Steinzeit

### Naturdenkmale
Auf den Gemarkungen Kummersdorf und Alexanderdorf wurden auch zahlreiche Einzelbäume oder Baumgruppen unter Schutz gestellt und stehen auf der Liste der Naturdenkmale.
Gemarkung Alexanderdorf
- Eiche, nördlich des Klosters: wegen ihrer Ausbildungsform
- Eichenreihe in der Dorfstr.: wegen ihrer erdgeschichtlichen und naturgeschichtlichen Bedeutung
- Eiche, 0,25 km NNO vom Ortsrand am Waldrand: wegen ihres Alters und Größe
- Eiche, 0,9 km N Ortsrand an der Südostecke der Waldinsel: wegen Alter, Größe und Ausbildungsform
- Baumgruppe mit fünf Eichen, N Ortsausgang am Spielplatz: wegen ihres Alters

Gemarkung Kummersdorf
- Friedenseiche in Kummersdorf am Abzweig Alte Schulstr., am Gedenkstein: wegen ihrer ortsbildprägenden Schönheit und landeskundlichen Bedeutung
- kleine Parkanlage in Kummersdorf gegenüber dem Dorfkrug: wegen Alter und Größe

Auf der Gemarkung Kummersdorf ist ein Findling im Ortszentrum am Abzweig Alte Schulstr. wegen der seiner erd- und naturgeschichtlichen Bedeutung unter Schutz gestellt.